# Radio 1 Sessions
Radio 1 Sessions är rockgruppen Big Countrys åttonde album från 1994. Det är bandets andra livealbum.

## Låtlista
1. Close Action (3:45)
2. Heart and Soul (4:48)
3. Harvest Home (4:06)
4. Angle Park (4:05)
5. Inwards (4:17)
6. A Thousand Stars (4:21)
7. Porroh Man (7:28)
8. Close Action (3:55)